# Butch Cassidy
Butch Cassidy (Beaver (Utah), 13 april 1866 – verm. San Vicente, Bolivia, 6 november 1908), geboren als Robert LeRoy Parker, was een beruchte Amerikaanse treinrover, bankrover en leider van de Wild Bunch.

## Jonge jaren
Parker werd geboren in Beaver in de staat Utah als de zoon van Maximillian Parker en Ann Campbell Gillies, Engelse en Schotse mormonen die eind jaren 50 van de 19de eeuw naar de Verenigde Staten waren geëmigreerd. Hij was de eerste van dertien kinderen van dit echtpaar. Parker groeide op in de ranch van zijn ouders vlak bij Circleville.
Parker verliet als jonge tiener het ouderlijk huis. Toen hij werkte op een zuivelboerderij, ontmoette hij Mike Cassidy, een paardendief. De twee werden goede vrienden. Hierna werkte Parker op een paar ranches, en een tijdje als slager in Rock Springs. Door deze baan verkreeg hij de bijnaam "Butch", alwaar hij al vlug de achternaam Cassidy aan toe voegde als eerbetoon aan zijn oude vriend en mentor.

## Leven als crimineel

### 1880-1887
Parkers eerste aanvaring met de wet was vanwege een inbraak. Rond 1880 maakte hij een lange reis naar een kleermakerswinkel in een andere stad, maar bij aankomst bleek dat de winkel was gesloten. Hij brak daarom in, nam een broek mee en liet een briefje achter dat hij zou betalen bij zijn volgende bezoek. De kleermaker deed echter aangifte en Parker werd veroordeeld.
Parker bleef nog op een ranch werken tot 1884, toen hij tijdelijk verhuisde naar Telluride (Colorado). In 1887 ontmoette hij Matthew Warner, de eigenaar van een racepaard. De twee lieten het paard deelnemen aan verschillende races en deelden de opbrengsten. Via deze weg leerde Parker William en Thomas McCarty kennen, die vermoedelijk een grote rol hebben gespeeld in Parkers latere interesse in bank- en treinovervallen.
Parker, Warner en Thomas McCarty waren mogelijk verantwoordelijk voor de overval op een trein bij Grand Junction, Colorado, op 3 november 1887. Hierbij werd een bedrag van 150 dollar buitgemaakt.

### 1889-1894

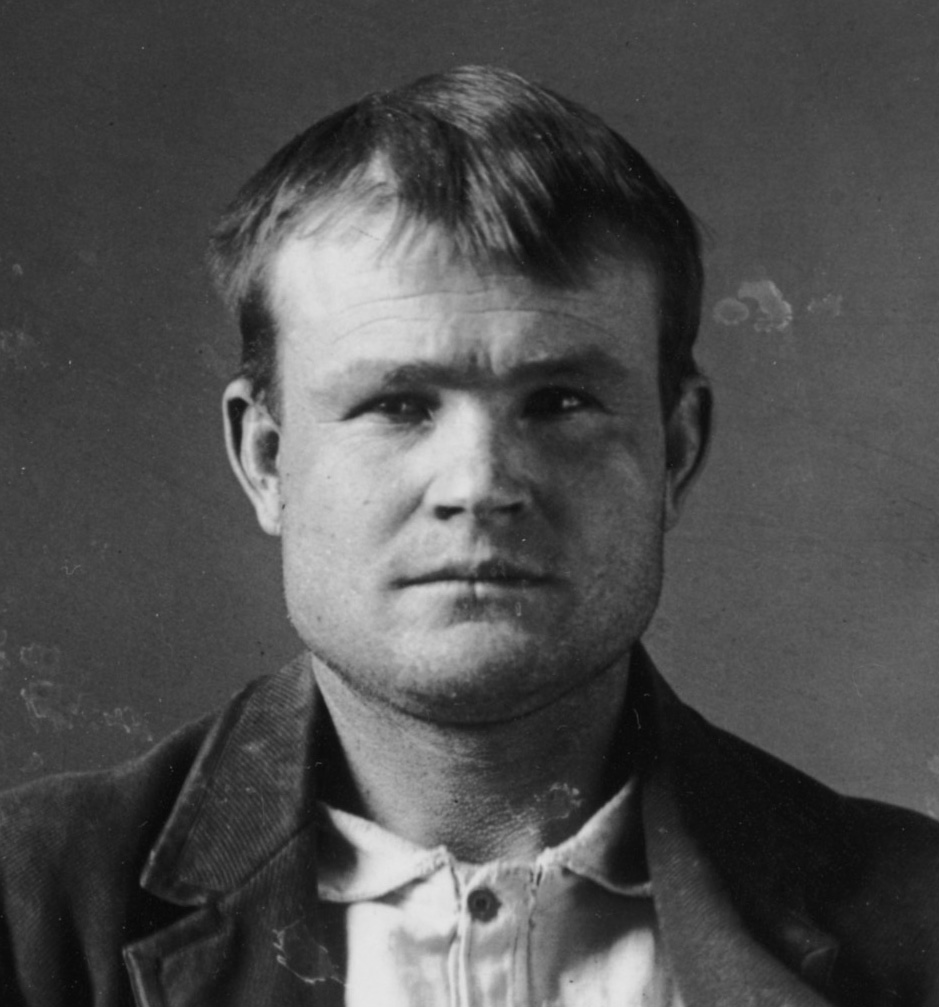
Parkers mugshot, toen hij opgesloten zat in de Wyoming Territoriale Gevangenis in Laramie (Wyoming)

Hetzelfde trio was, samen met een onbekende vierde persoon, verantwoordelijk voor de overval op de San Miguel Valley Bank in Telluride op 24 juni 1889. Daar stalen ze een bedrag van ongeveer $21.000, waarna ze vluchtten naar Robbers Roost, een verlaten schuilplaats in het zuidoosten van Utah.
In 1890 kocht Parker een ranch vlak bij Dubois, Wyoming. Deze locatie lag vlak bij de beruchte Hole-in-the-Wall, een natuurlijke geologische formatie waar veel outlaws dankbaar gebruik van maakten om zich te verbergen. Derhalve zijn er vermoedens dat Parker de ranch enkel als dekmantel gebruikte om zijn ware activiteiten in de streek te verbergen, in samenwerking met de Hole-in-the-Wall outlaws.
Begin 1894 werd Parker verliefd op de vrouwelijke outlaw en rancheigenaar Ann Bassett. Bassetts vader, rancher Herb Bassett, deed zaken met Parker, en voorzag hem onder andere van nieuwe paarden en vlees. Datzelfde jaar werd Parker gearresteerd voor paardendiefstal. Hij werd opgesloten in de staatsgevangenis van Laramie, waar hij 18 maanden uitzat van een twee jaar durende gevangenisstraf. In januari 1896 kwam hij vrij na gouverneur William Alford Richards te hebben beloofd dat hij de staat nooit meer tot last zou zijn.

### 1896-1897
Al kort na zijn vrijlating begon Parker weer op te trekken met een groep criminelen, waaronder zijn goede vriend Elzy Lay, Harvey "Kid Curry" Logan, Ben Kilpatrick, Harry Tracy, Will "News" Carver, Laura Bullion, en George Curry. Samen met nog wat anderen richtten ze een bende op genaamd de Wild Bunch. Met de formatie van deze bende nam Parkers criminele activiteit fors toe. Hoewel de bende vaak werd omschreven als “niet gewelddadig”, hadden ze meerdere doden op hun geweten.
Op 13 augustus 1896 beroofden Parker, Lay, Kid Curry en een onbekende vierde man de bank van Montpelier (Idaho), en gingen ervandoor met ongeveer 7000 dollar. Kort hierop rekruteerde Parker Harry Longabaugh in de bende.
Begin 1897 werd Parker weer opgezocht door zijn oude vriendin Ann Bassett, Elzy Lay, en Lays vriendin Maude Davis. Vanuit Robbers Roost planden ze nog een paar overvallen. Zo beroofden ze op 21 april 1897 in de mijnstad Castle Gate een geldtransport, en gingen ervandoor met goud ter waarde van 7000 dollar.
Op 2 juni 1899 beroofde de bende een Union Pacific Overland Flyer. Deze overval maakte de bende alom berucht, en leidde tot een grote klopjacht op de bende, die echter op niets uitdraaide. Bij een schietpartij als gevolg van de overval, schoten Kid Curry en George Curry sheriff Joe Hazen dood. Pinkertondetective Charlie Siringo kreeg de opdracht om de bende op te sporen.

### Mislukte poging tot gratie
Op 11 juli 1899 werd Lay, van wie werd beweerd dat hij Parkers beste vriend en vertrouweling was, gearresteerd bij een overval in Folsom (New Mexico). Vermoedelijk door dit verlies van Lay, zocht Parker contact met gouverneur Heber Wells van Utah om te onderhandelen over gratie. Wells adviseerde Parker om in plaats daarvan de Union Pacific Railroad te benaderen om hen te vragen hun aanklachten tegen de bende in te trekken. De geplande ontmoeting tussen Parker en een afgevaardigde van de Union Pacific vond nooit plaats. Later probeerde de Union Pacific nog wel contact te krijgen met Parker via diens oude bondgenoot Matthew Warner. Op 29 augustus 1900 beroofden Parker, Longabaugh en anderen een Union Pacific-trein bij Tipton (Wyoming). Daarmee brak Parker zijn oude belofte aan de gouverneur van Wyoming om nooit meer overlast te veroorzaken in die staat en verloor hij zijn laatste kans op gratie.
Parker, Longabaugh, en Bill Carver reisden naar Winnemucca, waar ze op 19 september 1900 de First National Bank beroofden van 32.640 dollar. In december poseerde Parker in Fort Worth (Texas) voor de nu beroemde Fort Worth Five foto, De Pinkerton National Detective Agency verkreeg een kopie van deze foto en gebruikte die voor 'gezocht'-biljetten.
Parker beroofde met Kid Curry en Longabaugh nog een Union Pacific trein vlak bij Wagner (Montana). Ditmaal bedroeg de buit 60.000 dollar. Will Carver werd naderhand doodgeschoten door Sheriff Elijah Briant.

### Laatste jaren
Parker en Longabaugh vluchtten na deze laatste overval naar New York. Op 20 februari 1901 vertrokken ze samen met Ethel "Etta" Place naar de Argentijnse hoofdstad Buenos Aires, op het Britse stoomschip Herminius. Parker deed zich tijdens de reis voor als James Ryan. In Buenos Aires vestigde het trio zich op een ranch bij Cholila in de provincie Chubut.
Op 14 februari 1905 beroofden twee Engels sprekende criminelen, vermoedelijk Parker en Longabaugh, de bank van Río Gallegos, 1130 km ten zuiden van Cholila. Ze ontsnapten met een bedrag dat vandaag de dag 100.000 dollar waard zou zijn, en verdwenen noordwaarts.
Op 1 mei dat jaar verkochten Parker, Longabaugh en Place de ranch bij Cholita daar ze wisten dat de autoriteiten hen op het spoor waren. Het Pinkerton Agency was al een tijd op de hoogte van Parkers nieuwe schuilplaats, maar het regenseizoen had hen belemmerd eerder in te grijpen. Dit gaf sheriff Edward Humphreys, een kennis van Parker, de kans om Parker en consorten op tijd te waarschuwen.
Het trio vluchtte naar San Carlos de Bariloche, alwaar ze aan boord gingen van het stoomschip Condor. Op 19 december 1905 keerden ze echter weer terug naar Argentinië alwaar ze de Banco de la Nacion in Villa Mercedes beroofden. Hierna vluchtten ze naar Chili.
Omdat Etta Place er intussen genoeg van had steeds weer te moeten vluchten, escorteerde Longabaugh haar op 20 juni 1906 naar San Francisco. Parker nam, onder de naam James "Santiago" Maxwell, een baan aan in de Concordia Tinmijn in de Santa Vela Cruz-streek van de centrale Boliviaanse Andes. Daar bleef hij tot Longabaugh terugkeerde. Daarna werkten ze samen nog een poosje bij de mijn, waar ze onder andere de taak kregen de betalingen van het personeel in de gaten te houden. Parker had inmiddels plannen om zich terug te trekken als rancher. Daarom maakte hij in 1907 samen met Longabaugh een reis naar Santa Cruz. Eenmaal daar schreef hij een brief aan zijn vrienden in Concordia met de mededeling dat hij eindelijk de plaats had gevonden waarnaar hij 20 jaar had gezocht.

## Dood
Over Parkers dood bestaan veel onduidelijkheden. Op 3 november 1908 werd een koerier van de Aramayo Franke y Cia zilvermijn overvallen bij San Vicente, Bolivia, door twee Amerikaanse bandieten. De twee vluchtten daarna naar San Vicente. Drie dagen later, op 6 november, werd hun huis omsingeld door een kleine groep, bestaande uit de burgemeester en enkele van zijn officials, en twee soldaten. Een vuurgevecht brak uit. Tijdens het gevecht klonken er in het huis twee schoten. De volgende dag vond de groep in het huis de dode lichamen van twee mannen, beiden met wonden op armen en benen. Een had een kogelgat in zijn voorhoofd, en de ander in zijn slaap. De twee werden snel begraven in een graf vlak bij dat van de Duitse mijnwerker Gustav Zimmer.
Hoewel er veel pogingen gedaan zijn om dit ongemarkeerde graf te vinden, onder meer door de forensisch onderzoeker Clyde Snow in 1991, is er nooit een lijk gevonden waarvan het DNA overeenkomt met dat van levende nakomelingen van Parker en Longabaugh. Er bestaan zelfs twijfels of de twee mannen die op die bewuste avond zijn doodgeschoten wel echt Parker en Longabaugh waren. Zo beweerde Parkers zus Lula Parker Betenson, dat haar broer levend en wel was teruggekeerd naar de Verenigde Staten, en daar nog jaren in de anonimiteit heeft doorgebracht. In haar biografie Butch Cassidy, My Brother beschrijft Betenson verscheidene ontmoetingen tussen Parker en mensen die hij goed kende, die allemaal zouden hebben plaatsgevonden na 1908.
In zijn boek Annals of the Former World vertelt John McPhee een verhaal van de geoloog David Love (1913-2002), die in de jaren '30 van de 20ste eeuw zou hebben vernomen dat Parker nog leefde en in Parijs een operatie had ondergaan om zijn gezicht te veranderen.
De historicus Charles Kelly sluit het hoofdstuk "Is Butch Cassidy Dead?" uit zijn boek Outlaw Trail af met de woorden dat, als Parker inderdaad nog in leven was, het erg vreemd is dat hij nooit zijn oude vader, Maximillian Parker, heeft opgezocht, die in juli 1938 stierf.
Alle correspondentie met zowel Parker als Longabaugh stopte na het San Vicente-incident.

## Film
De lotgevallen van Butch Cassidy en Sundance Kid zijn in 1969 in geromantiseerde vorm verfilmd tot de gelijknamige westernklassieker, met in de hoofdrollen Paul Newman, Robert Redford en Katharine Ross (als Etta Place). Ook de latere tv-serie Alias Smith and Jones (1971 - 1973) was losjes gebaseerd op dit illustere duo.

## Bijnamen
- Butch Cassidy
- George Parker[5]
- George Cassidy[1]
- Lowe Maxwell[1]
- James "Santiago" Maxwell[6]
- James Ryan[6]